# Vanna Bonta
Vanna Bonta (3 de abril de 1958-8 de julio de 2014) fue una novelista, poeta, actriz de voz, y actriz estadounidense, conocida como la autora de Flight: A Quantum Fiction Novel (Meridian House, 1995) historia desarrollada en dimensiones paralelas presentando múltiples aventuras de una chica amnésica que no tiene ombligo.
La novela introduce la física cuántica como un género literario que emergió en el siglo XXI. Bonta también fue conocida por sus colecciones poéticas con las que ganó varios concursos, también con su rol de reina Zed, la joven madre del héroe en la película fantástica The Beastmaster.
Fue también la inventora de 2suit.
El artista florentino, Pietro Annigoni le hizo su retrato cuando era una niña pequeña.
Fue modelo femenina, para el trabajo "Ex Nihilo" (Out of Nothing) Frederick Hart que seexhibe sobre los ventanales de la entrada oriental- frontal del Washington National Cathedral en Washington D. C..
Bonta apareció en The Universe Season 3 Episode 4 "Sex in Space" y habló acerca de que el 2suit podría ser utilizado para lograr tener micro gravedad en la colonización de otros planetas. History Channel, hizo un documental de las pruebas de 2suit respecto a la ingravidez, que marcó Benta en su segundo vuelo de gravedad cero. Estuvo profundamente interesada por la innovación humana y la exploración espacial.
Era hija de la artista italiana Maria Luisa Ugolini y del oficial militar James Cecil Bonta, y nieta de Luigi Ugolini.
Bonta escribió una historia a desarrollarse en “Somewhen”, en la primera temporada de “Start Trek: The next generation”. Le acreditaron varios roles como actriz de voz en películas como La bella y la bestia. Era la voz de la computadora en la película “Demolition Man”.

## Obra publicada

### Libros
- Bonta, Vanna (1995). Flight: A Quantum Fiction Novel. Meridian House. ISBN 978-0912339177.
- Bonta, Vanna (1989). Degrees - Thought Capsules (Poemas) y Micro Tales on Life, Death, Man, Woman, & Art. Dora Books. ISBN 978-0912339054.
- Bonta, Vanna (1985). Shades of the World. Dora Books. ISBN 978-0912339016.
- Bonta, Vanna (1981). Rewards of Passion (Sheer Poetry). Empire Books.

### Ensayos
- The Impact of Space Activities Upon Society. ESA Publications. 2005. ISBN 978-9290925828..[31]
- Bonta, Vanna (1994, 2012). The Cosmos as a Poem. ASIN B0086POUVQ.
- Bonta, Vanna (2000, 2012). State of the Art. ASIN B0086PAIXK.

- Bonta, Vanna (2008, 2011) (in Italian). Il Cosmo Come Poesia. Beacon Hill. ASIN B008744ZYI.
- Il Cosmos Come Poesia - Città di Vita, Bimestrale di religione, arte, scienza - V (mayo de 2008, octubre de 2011)[32]

- Space: What love's got to do with it, The Space Review (24 de octubre de 2004)[33]

### Cuentos cortos
- Bonta, Vanna (1992, 2012). Ordinary Holy Days. ASIN B008E8G2UC.
- Bonta, Vanna (1992, 2012). Mother Ship. ASIN B008774M0M.

## Filmografía
| Año  | Título                                            | Personaje                          | Notas                          |
| ---- | ------------------------------------------------- | ---------------------------------- | ------------------------------ |
| 2012 | Dante's Inferno Documented                        | Oradora: 6th Circle – The Heretics |                                |
| 1993 | Hocus Pocus                                       | Profesora francesa                 | (voz)                          |
| 2008 | The Universe                                      | Ella misma / Inventora             | Documental del History Channel |
| 1993 | Demolition Man                                    | Computadora                        | (voz)                          |
| 2005 | What Goes Up                                      | Pianista / Zero G Flyer            |                                |
| 2004 | Born to Fight                                     | Mali                               | (voz: Versión en inglés)       |
| 2003 | Something's Gotta Give                            | Enfermera ER                       | (voz)                          |
| 1991 | An American Tail: Feivel Goes West                |                                    | (voz)                          |
| 1991 | Where Sleeping Dogs Lie                           | Secretaria de Serena               |                                |
| 1982 | Time Walker                                       | Estudiante en laboratorio          |                                |
| 1982 | The Beastmaster                                   | Esposa de Zed                      |                                |
| 1991 | La bella y la bestia                              |                                    | (voz)                          |
| 1990 | The Rescuers Down Under                           |                                    | (voz)                          |
| 2002 | The Twilight Zone                                 | (voz)                              | (Serie de TV)                  |
| 1994 | Armed and Innocent                                | Candy                              | (Película para TV)             |
| 1986 | Scarecrow and Mrs. King                           | Actriz principal en obra de teatro | (Serie de TV)                  |
| 1985 | My Wicked, Wicked Ways: The Legend of Errol Flynn | Camarera del Blue Moon             | (Serie de TV)                  |
| 1982 | CHiPs                                             | Secretaria                         | (Serie de TV)                  |

## Otras lecturas
- Celebridades Waleg Archivo de noticias
- La Cumbre de asentamiento en el espacio, por John Carter McKinght, el espacio diario, 20 de marzo de 2003
- De vídeo de Bonta "What Goes Up" en YouTube.